# Idaea rubraria
Idaea rubraria är en fjärilsart som beskrevs av Otto Staudinger 1871. Idaea rubraria ingår i släktet Idaea och familjen mätare. Inga underarter finns listade i Catalogue of Life.